# Rosen Karadimow
Rosen Andreew Karadimow (bułg. Росен Андреев Карадимов; ur. 18 lipca 1963 w Jambole) – bułgarski polityk, prawnik i nauczyciel akademicki, deputowany, w latach 2024–2025 minister innowacji i wzrostu.

## Życiorys
Absolwent studiów prawniczych na Uniwersytecie Sofijski im. św. Klemensa z Ochrydy, doktoryzował się w tej dziedzinie. Na początku lat 90. został nauczycielem akademickim na macierzystej uczelni, na której doszedł do stanowiska docenta. W 1995 podjął praktykę w zawodzie adwokata w Sofii. Zajął się doradztwem prawnym dla przedsiębiorstw prywatnych, instytucji finansowych i rządowych.
Był ostatnim pierwszym sekretarzem komitetu centralnego komunistycznej młodzieżówki DKMS (1989–1990). Następnie stanął na czele organizacji młodzieżowej BDM. Brał udział w obradach Okrągłego Stołu. W latach 1990–1991 zasiadał w Wielkim Zgromadzeniu Narodowym (konstytuancie). Następnie do 1994 sprawował mandat posła do Zgromadzenia Narodowego 36. kadencji. Należał do postkomunistycznej Bułgarskiej Partii Socjalistycznej. W drugiej połowie lat 90. dołączył do Bułgarskiej Eurolewicy, był członkiem władz tego ugrupowania. Potem powrócił do współpracy z socjalistami, w latach 2005–2009 pełnił funkcję doradcy premiera Sergeja Staniszewa. W 2022 został przewodniczącym rady nadzorczej państwowego Bułgarskiego Banku Rozwoju.
W kwietniu 2024 objął urząd ministra ds. innowacji i wzrostu w technicznym rządzie Dimityra Gławczewa. Pozostał na tym stanowisku również w utworzonym w sierpniu 2024 drugim gabinecie dotychczasowego premiera, kończąc urzędowanie w styczniu 2025.